# David Levine
David Levine (Brooklyn, 20 de diciembre de 1926 - 29 de diciembre de 2009) fue un artista e ilustrador estadounidense, especialmente conocido por sus caricaturas para The New York Review of Books. Jules Feiffer lo ha valorado como el más grande caricaturista de la segunda mitad del siglo XX.

## Biografía
El padre de Levine dirigía en Brooklyn una pequeña fábrica de ropa. Su madre, Lena, era enfermera y además una activista política con simpatías por el comunismo. Empezó a dibujar de niño, demostrando un talento precoz que, a los nueve años, lo llevaría a conseguir ser invitado para una prueba como animador en los estudios Disney de Los Ángeles. Más tarde, estudió pintura en el Pratt Institute, en la Tyler School of Art de la Temple University de Philadelphia en 1946, y con Hans Hofmann. Inmediatamente después de la Segunda Guerra Mundial, Levine hizo el servicio militar en el ejército estadounidense. Tras cumplirlo, se graduó en Temple con un grado en educación y completó sus estudios en su Tyler School.
Inicialmente, Levine tuvo como objetivo ser un pintor a tiempo completo, pero tuvo que, frecuentemente, subsistir gracias a sus ilustraciones para publicaciones como Gasoline Retailer. Con todo, consiguió terminar varios cuadros, aunque muchos de ellos quedaron destruidos por un incendio en 1968. Los cuadros de Levine son, principalmente, acuarelas en las que representa o bien a trabajadores de fábricas de ropa, homenajeando así a los empleados de su padre, o bien a bañistas de Coney Island. Su obra pictórica, a diferencia de sus ilustraciones, son retratos compasivos de ciudadanos comunes, representaciones cariñosas y respetuosas de la arquitectura distintiva de la playa, panoramas con personas en ella. Levine, junto con Aaron Shikler, fundó el Painting Group en 1958, un salón de artistas con quienes colaboró durante 15 años pintando modelos. El grupo fue el tema de un documental de 2007 titulado Portraits of a Lady, en el que se sigue su creación de retratos simultáneos de la jurista Sandra Day O’Connor, miembro del Tribunal Supremo de los Estados Unidos.